# Comuna Bitlea, Turka
Bitlea (în ucraineană Бітля) este o comună în raionul Turka, regiunea Liov, Ucraina, formată din satele Bitlea (reședința) și Sîhlovate.

## Demografie
Componența lingvistică a comunei Bitlea
     Ucraineană (99,95%)
     Alte limbi (0,05%)
Conform recensământului din 2001, majoritatea populației comunei Bitlea era vorbitoare de ucraineană (99,95%), existând în minoritate și vorbitori de alte limbi.